# Mount Saint Joseph University
La Mount Saint Joseph University è un'università privata di indirizzo cattolico con sede a Cincinnati, nello stato americano del Ohio.
Fu il primo college fondato dalle Suore della carità di Cincinnati e fu inaugurato il 14 settembre 1920